# Rue Oscar Remy
Pour les articles homonymes, voir Remy.
La rue Oscar Remy est une rue prolongeant la rue de Hesbaye et se situant à la limite de la commune d'Ans.

## Odonymie
Oscar Remy, né en 1867, est un pionnier du cyclisme.  Il succéda à A. Sarton comme président du Cyclist's Pesant Club le 15 novembre 1903.  Il en resta Président jusqu'à sa mort, le 15 octobre 1922.